# نيل يونغ (لاعب كرة قدم بريطاني)
نيل يونغ (بالإنجليزية: Neil Young)‏ (17 فبراير 1944 في المملكة المتحدة - 3 فبراير 2011 في المملكة المتحدة) هو لاعب كرة قدم بريطاني في مركز الهجوم. لعب مع بريستون نورث إيند ومانشستر سيتي ونادي روتشديل.

## وصلات خارجية
- نيل يونغ على موقع قاعدة بيانات كرة القدم.إي يو (الإنجليزية)